# Liste slowenischer Exonyme für deutsche Toponyme
In dieser Liste werden Orten im deutschen Sprachraum (bzw. in deutschsprachigen Ländern) (Städte, Flüsse, Inseln etc.) die Bezeichnungen gegenübergestellt, die im Slowenischen üblich sind. Gemeint sind hierbei Orte in Deutschland, Österreich und der Schweiz. In Österreich handelt es sich dabei teilweise um („echte“) Exonyme, teilweise um slowenische Endonyme in Gebieten, wo die Slowenen eine autochthone Volksgruppe bilden bzw. wo Slowenisch weiterhin (zweite) Amtssprache ist.
Historische Bezeichnungen, deren Gebrauch im Slowenischen nicht mehr üblich sind (wohl aber im historischen), werden kursiv dargestellt.

## A
- slowenisch-deutsch
  - Avstrija : Österreich
  - Arnež : Arnfels

- deutsch-slowenisch
  - Arnfels : Arnež

## B
- deutsch-slowenisch
  - Bad Radkersburg (Steiermark) : Radgona
  - Bautzen : Budyšin
  - Bleiburg : Pliberk
  - Bozen : Bocen
  - Burgenland : Gradiščanska

- slowenisch-deutsch
  - Belič : Wielitsch (Steiermark)
  - Beljak : Villach
  - Bocen : Bozen
  - Borinje : Fehring (Steiermark)
  - Borovlje : Ferlach
  - Budyšin : Bautzen

## C
- slowenisch-deutsch
  - Celovec ob Vrbskem jezeru : Klagenfurt am Wörthersee (Endonym)
  - Cmurek : Mureck (Steiermark)

## Č
- slowenisch-deutsch
  - Čakava : Saggau (Fluss in der Südsteiermark)

## D
- deutsch-slowenisch
  - Dedenitz (Steiermark) : Dedonci
  - Deutschland : Nemčija
  - Deutschlandsberg (Steiermark) : Lonč
  - Donau : Donava

- slowenisch-deutsch
  - Dedonci : Dedenitz (Steiermark)
  - Donava: Donau
  - Dunaj: Wien
  - Dunajsko Novo mesto: Wiener Neustadt

## E
- slowenisch-deutsch
  - Ernovž : Ehrenhausen (Steiermark)

- deutsch-slowenisch
  - Eckberg (Steiermark) : Vrtovce
  - Ehrenhausen (Steiermark) : Ernovž
  - Eibiswald (Steiermark) : Ivnik
  - Eisenstadt : Železno

## F
- deutsch-slowenisch
  - Fehring (Steiermark) : Borinje
  - Ferlach : Borovlje
  - Fötschach (Steiermark) : Veče

## G
- deutsch-slowenisch
  - Gamlitz : Gomilica
  - Gitschtal : Višprijska dolina
  - Glanz (Steiermark) : Klanci
  - Globasnitz : Globasnica
  - (Windisch) Goritz (Steiermark) : Gorica
  - Graßnitzberg (Steiermark) : Krasnica
  - Graz (Steiermark) : Gradec
  - Grazer Becken : Graška kotlina
  - Großwalz (Steiermark) : Veliki Boč

- slowenisch-deutsch
  - Globasnica : Globasnitz
  - Gomilica : Gamlitz
  - Gorica : (Windisch) Goritz (Steiermark)
  - Gradec : Graz (Steiermark)
  - Gradiščanska : Burgenland
  - Gradišče : Schloßberg (Steiermark)
  - Graška kotlina : Grazer Becken

## I
- deutsch-slowenisch
  - Innerösterreich : Notranja Avstrija
  - Innsbruck: Inomost

- slowenisch-deutsch
  - Inomost : Innsbruck

## J
- deutsch-slowenisch
  - Jennersdorf (Burgenland) : Ženavci

## K
- deutsch-slowenisch
  - Klagenfurt am Wörthersee (Endonym) : Celovec ob Vrbskem jezeru

- slowenisch-deutsch
  - Kamenik : Steinbach (Steiermark)
  - Klanci : Glanz (Steiermark)
  - Koroška : Kärnten (Endonym)
  - Krasnica : Graßnitzberg

## L
- deutsch-slowenisch
  - Laafeld (Steiermark) : Potrna
  - Laaken (Steiermark) : Mlake
  - Leibnitz (Steiermark) : Lipnica
  - Lesachtal : Lesna dolina
  - Leutschach (Steiermark) : Lučane

- slowenisch-deutsch
  - Lesna dolina : Lesachtal
  - Lipnica : Leibnitz (Steiermark)
  - Lonč : Deutschlandsberg (Steiermark)
  - Lučane : Leutschach (Steiermark)

## M
- deutsch-slowenisch
  - Moosburg : Možberk (auch Blatograd)
  - München: Monakovo
  - Mureck (Steiermark) : Cmurek

- slowenisch-deutsch
  - Mlake : Laaken (Steiermark)
  - Monakovo : München
  - Možberk (auch Blatograd) : Moosburg

## N
- deutsch-slowenisch
  - Niederösterreich : Nižnja Avstrija
  - Neusiedler See : Nežidersko jezero

- slowenisch-deutsch
  - Nemčija : Deutschland
  - Nižnja Avstrija : Niederösterreich
  - Notranja Avstrija : Innerösterreich

## O
- deutsch-slowenisch
  - Oberhaag (Steiermark) : Zgornji Osek

## Ö
- Österreich : Avstrija

## P
- deutsch-slowenisch
  - Pößnitz : Pesnica

- slowenisch-deutsch
  - Pesnica : Pößnitz
  - Pliberk : Bleiburg
  - Potrna : Laafeld  (Steiermark)
  - Predarlska : Vorarlberg

## R
- deutsch-slowenisch
  - Radkersburger Winkel (Steiermark) : Radgonski kot
  - Ratsch an der Weinstraße (Steiermark) : Račane
  - Remschnigg : Remšnik

- slowenisch-deutsch
  - Račane : Ratsch an der Weinstraße (Steiermark)
  - Radgona : Bad Radkersburg (Steiermark)
  - Radgonski kot : Radkersburger Winkel (Steiermark)
  - Remšnik : Remschnigg

## S
- deutsch-slowenisch
  - Sachsen : Saška
  - Saggau (Fluss in der Südsteiermark) : Čakava
  - Salzburg : Solnograd
  - Seckau (Steiermark) : Sekova
  - Schloßberg (Steiermark) : Gradišče
  - Schweiz : Švica
  - Sicheldorf (Steiermark) : Žetinci
  - Soboth (Steiermark) : Sobota
  - Spielfeld : Špilje
  - Steiermark : Štajerska
  - Steinbach (Steiermark) : Kamenik

- slowenisch-deutsch
  - Sekova : Seckau (Steiermark)
  - Saška : Sachsen
  - Sele : Zell (Kärnten)
  - Sobota : Soboth (Steiermark)
  - Solnograd : Salzburg

## Š
- slowenisch-deutsch
  - Špilje : Spielfeld
  - Štajerska : Steiermark
  - Švica : Schweiz

## T
- deutsch-slowenisch
  - Tauka (Burgenland) : Toka
  - Tirol : Tirolska

- slowenisch-deutsch
  - Tirolska : Tirol
  - Toka : Tauka (Burgenland)

## V
- deutsch-slowenisch
  - Villach : Beljak
  - Vorarlberg : Predarlska

- slowenisch-deutsch
  - Veče : Fötschach (Steiermark)
  - Vétclar : Wetzlar
  - Veliki Boč : Großwalz (Steiermark)
  - Višprijska dolina : Gitschtal
  - Vrtovce : Eckberg (Steiermark)

## W
- deutsch-slowenisch
  - Wetzlar : Vétclar
  - Wielitsch (Steiermark) : Belič
  - Wien : Dunaj

## Z
- deutsch-slowenisch
  - Zell (Kärnten) : Sele
  - Zelting (Steiermark) : Zenkovci

- slowenisch-deutsch
  - Zenkovci : Zelting (Steiermark)
  - Zgornja Avstrija : Oberösterreich
  - Zgornji Osek : Oberhaag (Steiermark)

## Ž
- slowenisch-deutsch
  - Železno: Eisenstadt
  - Ženavci: Jennersdorf (Burgenland)
  - Žetinci : Sicheldorf  (Steiermark)